# Poul Schierbeck
Poul Schierbeck   (Copenhaguen, 8 de juny de 1888 - Copenhaguen, 9 de febrer de 1949) Va ser un compositor danès.
Va estar casat amb Sylvia Schierbeck des de 1919. Schierbeck primer va estudiar dret durant un parell d'anys, però després va passar a la música. Va ser deixeble de Carl Nielsen i Thomas Laub, i va ser guardonat amb la legació Anckerska el 1919.
Va compondre música de cambra, diverses composicions de piano i cançons, inclosos els cicles de cant de la Fløjte xinesa i Nakjælen, cantates per al partit d'immigració de la Universitat de Copenhaguen, 150 aniversari de la Societat Mèdica. Una simfonia (erigida a Goteborg el 1922, després a Copenhaguen i a l'estranger) i finalment una òpera. Les seves obres es van representar al festival de música a Hèlsinki i a concerts a l'estranger, Salzburg, París, Estocolm i Nàpols. Va ser elegit membre de la Reial Acadèmia de Música de Suècia a Estocolm el 1947.